# Napier City Rovers FC
O Napier City Rovers FC é um clube semi-profissional de futebol com sede em Napier, na Nova Zelândia. Atualmente disputam a Central Premier League.

## História
Foi fundado em 1973 através de uma fusão do Napier Rovers e do Napier City.
O clube venceu a principal competição de mata-mata da Nova Zelândia (a Chatham Cup) cinco vezes: 1985, 1993, 2000, 2002 e 2019. Também venceram a antiga Liga Nacional de Futebol da Nova Zelândia em 1989, 1993, 1998 e 2000. Eles representaram a Nova Zelândia na Copa dos Campeões da OFC (atual Liga dos Campeões da OFC) de 2001, terminando no terceiro lugar.
Até 2004, a região de Hawke's Bay, da qual Napier faz parte, não possuía uma franquia hegemônica. Por esse motivo, quem disputou o Campeonato Neozelandês de 2004-05 foi o Napier City. Na temporada seguinte, o Napier City passa a se chamar Hawke's Bay United e se torna a principal equipe da região de Hawke's Bay. O Napier City, com essa nomenclatura, continua disputando competições, como as ligas locais de inverno e a Chatham Cup.

## Títulos
| Nacionais | Nacionais                | Nacionais | Nacionais                    |
|           | Competição               | Títulos   | Temporadas                   |
| --------- | ------------------------ | --------- | ---------------------------- |
|           | Liga Nacional de Futebol | 4         | 1989, 1993, 1998, 2000       |
|           | Chatham Cup              | 5         | 1985, 1993, 2000, 2002, 2019 |
|           | Central Premier League   | 3         | 2012, 2015, 2018             |

## Desempenho Internacional
- Copa dos Campeões da OFC de 2001
  - 3º Lugar (Napier City 3-2  AS Vénus )